# Mesochorus obliterator
Mesochorus obliterator là một loài tò vò trong họ Ichneumonidae.